# Bezirk Amata
Der Bezirk Amata (Amatas novads) war ein Bezirk im Zentrum Lettlands in der historischen Landschaft Vidzeme, der von 2009 bis 2021 existierte. Bei der Verwaltungsreform 2021 wurde der Bezirk aufgelöst, seine Gemeinden gehören seitdem zum Bezirk Cēsis.

## Geographie
Durch das ländlich geprägte Gebiet verläuft die Chaussee Riga-Pleskau sowie der Fluss Amata. Die Gauja bildete einen Teil der Nordgrenze. Bei Āraiši ist eine prähistorische Siedlung aus Pfahlbauten restauriert worden.

## Bevölkerung
Der Bezirk bestand aus den vier Gemeinden (pagasts) Drabeši, Nītaure, Skujene, Zaube sowie dem Verwaltungszentrum Amata. 6357 Einwohner lebten 2010 im Bezirk Amata.

## Nachweise
1. ↑  Vides aizsardzības un reģionālās attīstības ministrija (Ministerium für Naturschutz und Regionalentwicklung), Karten und Auflistung der Verwaltungseinheiten, abgerufen am 20. Juli 2021